# ヴァルブレイ
ヴァルブレイ（英称:Valbray）は、スイスの時計メーカーである。2009年にコード・ヴァルブレイとオルガ・コルシーニによって共同設立された。

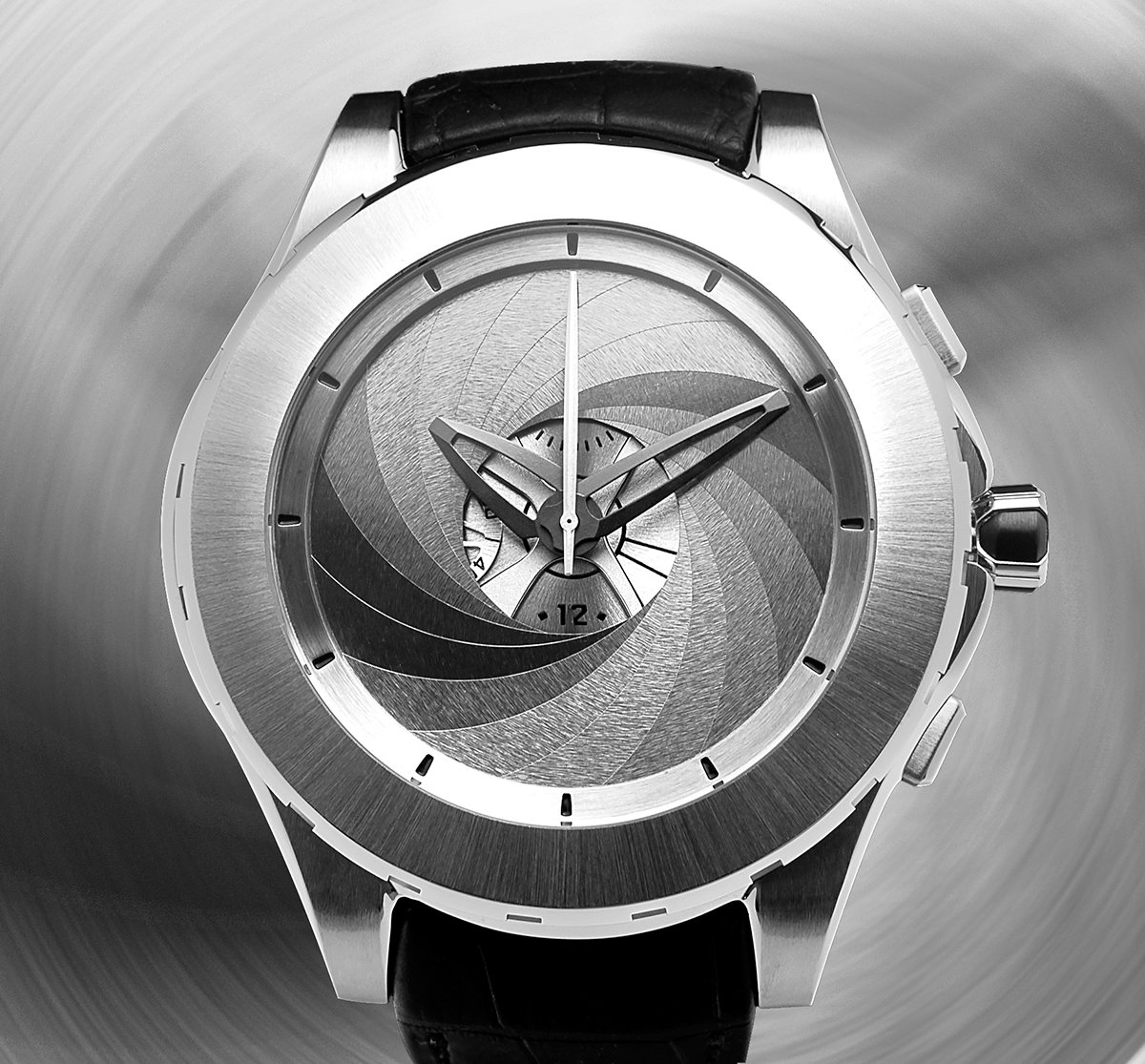
Valbray Oculas shutter-like dial

## 設立者
1980年、フランスのパリでコード・ヴァルブレイが誕生。ヴァルブレイはパリで学士号を取得した後、ローザンヌにあるスイス連邦工科大学で工学を学ぶためにスイスに移った。彼はマイクロテクノロジーの学位を取得して卒業し、その後ハーバード大学でビジネスの研究を続けた。その後、カルティエに就職するためにヨーロッパに戻り、ヴァルブレイを共同設立するまで時計の製造プロセスを分析していた。ヴァルブレイは、ライカカメラを長年使用してきた熱狂的な写真家である。
1979年、イタリアのフィレンツェでオルガ・コルシーニが誕生。彼女はミラノのヨーロッパデザイン研究所でジュエリーデザインの学位を取得して卒業し、その後、2003年にローマのブルガリに入社し、ユニークなジュエリーコレクションとコレクションジュエリー作品の両方に取り組みました。その後、フィレンツェのグッチとパリのショーメで執務し、2007年からヴァルブレイを共同設立するまで、時計とジュエリー関係の仕事をしていた。

## 歴史
2009年3月、2人は、スイスのローザンヌ近郊に独立し、Valbrayを共同設立した。Valbrayのコレクションの前提は、カメラのシャッターに似た要素を時計の文字盤に組み込むことであり、ヴァルブレイはこのメカニズムを2年間かけて発明および設計し、それを「オクルス」と呼んだ。オクルスの文字盤は、高さ0.05 mmの16枚のシングルブレードで構成されており、文字盤を覆ったり覆ったりすることで文字盤の外観を変更する役割を持っている。時計のベゼルを回して手動で開閉するシステムである。2010年に特許が取得され、ヴァルブレイブランドがバーゼルワールドの時計見本市で4つのプロトタイプを初めて展示した。
2013年5月、ヴァルブレイはスイスのロマネルシュルモルジュに新しい工場を開設した。工場には、部品製造に必要な複数のCNCマシンやその他の機械、および組み立てを行う時計職人がいる。
2014年までに、Valbrayは12人を雇用した。独自のムーブメントは製造していないがケース、針、文字盤、独自のシャッター要素、ストラップ取り付けシステムを自社で製造している。

## 特徴
ヴァルブレイのコレクションは、46mmケースに収納されたOculus V01クロノグラフと43 mmケースに収納されたOculus V02グランドデトゥールで構成されている。スイス製の自動ムーブメントを搭載している。